# Понте Палестро (Торино)
Понте Палестро је насеље у Италији у округу Торино, региону Пијемонт.
Према процени из 2011. у насељу је живело 70 становника. Насеље се налази на надморској висини од 440 м.